# Samuel Wakefield Canan
Samuel Wakefield Canan, ameriški pomorski častnik, * 7. junij 1898, † 1964.
Canan je bil častnik Vojne mornarice ZDA in guverner Ameriške Samoe osem dni (med 3. in 10. septembrom 1945).